# Segunda Liga de 2008–09
Liga Vitalis 2008/2009 foi a 18ª edição da actual segunda divisão do futebol profissional de Portugal.
O sorteio das jornadas da prova realizou-se a 3 de Julho. A primeira jornada foi a 24 de Agosto de 2008, e terminou a 24 de Maio de 2009. O Olhanense sagrou-se campeão à 29ª jornada garantindo também a promoção à Liga Sagres, a principal prova do campeonato português de futebol.

## A bola
Nesta temporada a bola usada na Liga foi a Adidas Europass Portugal, uma bola criada propositadamente para Liga Sagres, Liga Vitalis e para a Carlsberg Cup, inspirada na bandeira portuguesa.

## Equipas 2008-2009
As equipas participantes na época 2008/09 estiveram sujeitas a alterações devido ao caso Apito Final, que impôs a descida à Liga de Honra do Boavista. Porém como o clube recorreu da decisão só mais tarde se soube qual a acção tomada pela LPFP e pela FPF. Desta situação beneficiou o Paços de Ferreira que se manteve no primeiro escalão do futebol português.
| Equipa              | Treinador            | Estádio, Cidade                                     | Época 2007-2008               |
| ------------------- | -------------------- | --------------------------------------------------- | ----------------------------- |
| Beira-Mar           | Bruno Moura          | Estádio Municipal de Aveiro, Aveiro                 | 6º lugar da Liga Vitalis      |
| Boavista            | Rui Bento            | Estádio do Bessa Séc. XXI Porto                     | 9º lugar da BWIN Liga         |
| Desportivo das Aves | Henrique Nunes       | Estádio do Clube Desportivo das Aves, Vila das Aves | 8º lugar da Liga Vitalis      |
| Estoril Praia       | João Carlos Pereira  | Estádio António Coimbra da Mota, Estoril            | 7º lugar da Liga Vitalis      |
| Feirense            | Francisco Chaló      | Estádio Marcolino de Castro, Santa Maria da Feira   | 14º lugar da Liga Vitalis     |
| Freamunde           | Jorge Regadas        | Complexo Desportivo do SC Freamunde, Freamunde      | 13º lugar da Liga Vitalis     |
| Gil Vicente         | Manuel Ribeiro       | Estádio Cidade de Barcelos, Barcelos                | 12º lugar da Liga Vitalis     |
| Gondomar            | Daniel Ramos         | Estádio de São Miguel, Gondomar                     | 12º lugar da Liga Vitalis     |
| Olhanense           | Jorge Costa          | Estádio José Arcanjo, Olhão                         | 5º lugar da Liga Vitalis      |
| Portimonense        | Lito Vidigal         | Estádio Municipal de Portimão, Portimão             | 11º lugar da Liga Vitalis     |
| Santa Clara         | Víctor Lopes Pereira | Estádio de São Miguel, Ponta Delgada                | 10º lugar da Liga Vitalis     |
| Sp. Covilhã         | Hélio Sousa          | Complexo Desportivo da Covilhã, Covilhã             | 1º lugar II Divisão - Série C |
| Varzim              | Eduardo Esteves      | Estádio do Varzim Sport Club, Póvoa de Varzim       | 9º lugar da Liga Vitalis      |
| Vizela              | Carlos Garcia        | Estádio do Futebol Clube de Vizela, Vizela          | 3º lugar da Liga Vitalis      |
| União de Leiria     | Manuel Fernandes     | Estádio Dr. Magalhães Pessoa, Leiria                | 16º lugar da BWIN Liga        |
| U. Oliveirense      | Pedro Miguel         | Estádio Carlos Osório, Oliveira de Azeméis          | 1º lugar II Divisão - Série B |

## Tabela Classificativa
|     | Equipa              | Pts | J  | V  | E  | D  | GM | GS | +/- | Notas                    |
| --- | ------------------- | --- | -- | -- | -- | -- | -- | -- | --- | ------------------------ |
| 1.  | Olhanense (C) (Q)   | 58  | 30 | 18 | 5  | 7  | 52 | 33 | +19 | Subida à Primeira Liga   |
| 2.  | União de Leiria (Q) | 54  | 30 | 15 | 9  | 6  | 46 | 29 | +17 | Subida à Primeira Liga   |
| 3.  | Santa Clara         | 52  | 30 | 15 | 7  | 8  | 45 | 32 | +13 |                          |
| 4.  | Estoril Praia       | 44  | 30 | 12 | 8  | 10 | 41 | 37 | +4  |                          |
| 5.  | Feirense            | 42  | 30 | 11 | 10 | 9  | 35 | 32 | +3  |                          |
| 6.  | Freamunde           | 41  | 30 | 11 | 8  | 11 | 32 | 35 | -3  |                          |
| 7.  | Sporting da Covilhã | 40  | 30 | 10 | 10 | 10 | 43 | 43 | 0   |                          |
| 8.  | Varzim              | 39  | 30 | 10 | 7  | 14 | 28 | 35 | -7  |                          |
| 9.  | Gil Vicente         | 38  | 30 | 8  | 14 | 8  | 36 | 36 | 0   |                          |
| 10. | Vizela (D)          | 37  | 30 | 7  | 16 | 7  | 28 | 32 | -5  | Despromovido por castigo |
| 11. | Desportivo das Aves | 36  | 30 | 9  | 9  | 12 | 30 | 36 | -6  |                          |
| 12. | Beira-Mar           | 35  | 30 | 8  | 11 | 11 | 32 | 32 | 0   |                          |
| 13. | Portimonense        | 35  | 30 | 7  | 14 | 9  | 29 | 35 | -6  |                          |
| 14. | Oliveirense         | 32  | 30 | 7  | 11 | 12 | 25 | 33 | -8  |                          |
| 15. | Boavista (D)        | 32  | 30 | 9  | 5  | 16 | 28 | 44 | -16 | Despromoção à II Divisão |
| 16. | Gondomar (D)        | 30  | 30 | 7  | 9  | 14 | 30 | 35 | -5  | Despromoção à II Divisão |

Legenda:
- (C): campeão;
- (Q): equipas promovidas à Primeira Liga
- (D): despromovido
- Vizela despromovido administrativamente devido ao processo Apito Dourado.[9]

## Calendário da Prova
O sorteio das jornadas foi a 3 de Julho, no entanto está ainda com algumas condições devido a processos da justiça das épocas anteriores, e outras deliberações.
A 7 de Julho a LPFP validou a participação da União Desportiva Oliveirense e do Sporting Clube da Covilhã, na Liga, após estarem cumpridos os propostos de aceitação das mesmas.
|                                                       | BM  | BV  | DA  | EP  | FR  | FM  | GV  | GD  | OL  | PM  | SC  | CV  | VA  | VI  | LR  | UO  |
| Beira-Mar                                             |     | 3-1 | 4-0 | 3-1 | 2-2 | 1-0 | 0-0 | 2-1 | 2-3 | 1-1 | 0-0 | 0-1 | 1-1 | 1-1 | 0-0 | 2-1 |
| Boavista                                              | 1-2 |     | 1-1 | 2-0 | 2-2 | 2-1 | 0-1 | 1-2 | 1-4 | 0-1 | 3-1 | 1-4 | 2-0 | 2-1 | 2-0 | 1-0 |
| Desportivo das Aves                                   | 1-0 | 2-0 |     | 1-2 | 1-0 | 0-1 | 2-0 | 0-1 | 1-2 | 0-0 | 1-1 | 2-0 | 0-0 | 1-3 | 0-2 | 2-2 |
| Estoril Praia                                         | 2-0 | 1-2 | 3-2 |     | 2-2 | 3-0 | 2-1 | 0-0 | 2-1 | 0-0 | 1-2 | 3-1 | 1-0 | 0-0 | 2-2 | 0-0 |
| Feirense                                              | 2-0 | 2-0 | 2-1 | 1-0 |     | 1-5 | 2-1 | 2-0 | 3-1 | 1-1 | 1-0 | 2-1 | 1-2 | 0-0 | 0-0 | 0-1 |
| Freamunde                                             | 1-0 | 2-0 | 1-2 | 0-1 | 2-2 |     | 1-0 | 2-0 | 1-3 | 0-0 | 2-1 | 0-0 | 2-1 | 1-1 | 1-0 | 1-0 |
| Gil Vicente                                           | 2-2 | 2-0 | 1-1 | 2-2 | 2-1 | 0-0 |     | 3-3 | 3-0 | 0-0 | 3-2 | 1-1 | 1-2 | 1-1 | 1-1 | 1-1 |
| Gondomar                                              | 0-0 | 1-1 | 0-1 | 3-0 | 0-1 | 1-3 | 3-0 |     | 0-1 | 0-0 | 1-2 | 1-1 | 2-1 | 2-0 | 0-1 | 0-0 |
| Olhanense                                             | 2-0 | 1-1 | 2-0 | 3-2 | 2-1 | 5-0 | 1-0 | 2-0 |     | 4-0 | 1-0 | 1-2 | 1-0 | 1-0 | 0-0 | 3-0 |
| Portimonense                                          | 1-1 | 0-1 | 5-2 | 1-2 | 1-3 | 1-1 | 3-0 | 2-2 | 2-3 |     | 1-1 | 1-0 | 2-1 | 2-2 | 0-1 | 1-0 |
| Santa Clara                                           | 1-0 | 3-1 | 1-1 | 1-1 | 1-0 | 1-0 | 0-2 | 2-1 | 0-2 | 3-0 |     | 1-1 | 1-0 | 5-1 | 2-0 | 3-1 |
| Sporting da Covilhã                                   | 3-1 | 1-0 | 0-2 | 2-1 | 0-0 | 1-1 | 1-2 | 1-3 | 4-3 | 4-1 | 2-4 |     | 1-1 | 1-1 | 2-3 | 3-2 |
| Varzim                                                | 1-0 | 2-0 | 1-0 | 0-3 | 2-1 | 2-1 | 2-3 | 1-0 | 2-1 | 1-0 | 2-1 | 1-1 |     | 0-2 | 0-2 | 1-1 |
| Vizela                                                | 0-3 | 0-0 | 0-2 | 1-0 | 0-0 | 1-1 | 1-1 | 1-0 | 0-0 | 2-2 | 1-2 | 1-0 | 1-1 |     | 3-2 | 2-1 |
| União de Leiria                                       | 2-1 | 2-0 | 1-1 | 4-2 | 2-1 | 3-0 | 1-1 | 3-1 | 5-1 | 0-1 | 1-1 | 1-1 | 1-0 | 1-1 |     | 1-0 |
| Oliveirense                                           | 0-0 | 2-0 | 0-0 | 0-2 | 2-1 | 2-1 | 1-1 | 2-1 | 1-0 | 0-0 | 1-2 | 1-2 | 2-1 | 0-0 | 1-1 |     |
| Dados atualizados até 4 de abril. Fonte: Liga Vitalis |     |     |     |     |     |     |     |     |     |     |     |     |     |     |     |     |

## Melhores Marcadores
Os melhores marcadores da competição são:
| # | Jogador        | Clube               | Golos |
| 1 | Djalmir        | Olhanense           | 20    |
| 2 | Cássio         | União de Leiria     | 15    |
| 3 | João Tomás     | Boavista            | 12    |
| 4 | Bruno Severino | Gondomar            | 11    |
| 5 | Carlão         | União de Leiria     | 10    |
| 6 | Fangueiro      | Beira-Mar           | 9     |
| 6 | Rui Miguel     | Desportivo das Aves | 9     |
| 6 | Elivélton      | Sporting da Covilhã | 9     |
| 6 | Rincón         | Santa Clara         | 9     |
| 6 | Nuno Santos    | Santa Clara         | 9     |

## Mudanças de Treinador
| Clube               | Saída            | Data       | Entrada             | Data       | Ref           |
| ------------------- | ---------------- | ---------- | ------------------- | ---------- | ------------- |
| Sporting da Covilhã | Álvaro Magalhães | 23/7/2008  | Hélio Sousa         | 26/7/2008  | [ 13 ] [ 14 ] |
| Boavista            | Jaime Pacheco    | 18/8/2008  | Rui Bento           | 20/8/2008  |               |
| Estoril Praia       | Tulipa           | 25/9/2008  | João Carlos Pereira | 1/10/2008  | [ 15 ] [ 16 ] |
| União de Leiria     | Paulo Alves      | 8/11/2008  | Manuel Fernandes    | 10/11/2008 | [ 17 ]        |
| Beira-Mar           | António Sousa    | 10/11/2008 | Bruno Moura         | 14/11/2008 | [ 18 ] [ 19 ] |
| Gil Vicente         | Neca             | 17/11/2008 | Manuel Ribeiro      | 24/11/2008 | [ 20 ] [ 21 ] |
| Portimonense        | Vítor Pontes     | 05/02/2009 | Lito Vidigal        | 06/02/2009 | [ 22 ] [ 23 ] |
| Varzim              | Rui Dias         | 04/03/2009 | Eduardo Esteves     | 04/03/2009 | [ 24 ] [ 25 ] |

## Futebolista do Mês
O Prémio do Futebolista do Mês eleito pelo Sindicato dos Jogadores de Futebol no decorrer da época:
| Mês       | Jogador       | Posição      | Clube           |
| Setembro  | Ricardo Sousa | Avançado     | Beira-Mar       |
| Outubro   | Igor Souza    | Médio        | Gil Vicente     |
| Novembro  | Nuno Santos   | Guarda-redes | Gondomar        |
| Dezembro  | Fernando      | Guarda-redes | União de Leiria |
| Janeiro   | Cássio        | Avançado     | União de Leiria |
| Fevereiro | Márcio        | Guarda-redes | Estoril Praia   |
| Março     | Djalmir       | Avançado     | Olhanense       |
| Abril     | Carlão        | Avançado     | União de Leiria |
| Maio      | Laranjeira    | Defesa       | Oliveirense     |

## Promoções e despromoções 2009/2010
No final da Liga de Honra os dois primeiros classificados são promovidos à Primeira Liga na época seguinte; e os dois últimos classificados são despromovidos à II Divisão.
| Promoções à Primeira Liga - - Olhanense - União de Leiria | Despromoção à II Divisão - - Vizela - Boavista,¹ - Gondomar |

¹:Em virtude do castigo aplicado ao Vizela no âmbito do processo Apito Dourado/Apito Final, o Boavista teria direito a participar na Segunda Liga da época seguinte. No entanto não conseguiu obter licenciamento devido à existência de dívidas e acabou despromovido à II Divisão.